# Upplands runinskrifter 347
Upplands runinskrifter 347 är en runristning på en bergvägg i Näs, Frösunda socken och Vallentuna kommun. Ristningen är en parristning till U 348 som finns endast ett par meter söderut. Runhöjden är 6-10 centimeter. De båda ristningarna lär ha upptäckts i början av 1929.

## Inskriften
Translitterering av runraden:
lefstein · lit kera · siʀ · til · sialu·botar · ok · sini kunu · ikirun · ok · sinum · sunum · iarntr · ok · nikulas · ok · luþin · broaʀ ·
Normalisering till runsvenska:
Lifstæinn let gærva seʀ til sialubotaʀ ok sinni kunu Ingirun ok sinum sunum Iarundr ok Nikulas ok Luðinn broaʀ.
Översättning till nusvenska:
Livsten lät göra broarna till själabot för sig och sin hustru Ingerun och sina söner Jorund och Niklas och Luden.